# Sardar Singh (Jodhpur)
Sardar Singh (Jodhpur, 11 febbraio 1880 – Jodhpur, 21 marzo 1911) fu maharaja di Jodhpur dal 1895 al 1911.

## Biografia
Succedette a suo padre, il maharaja Jaswant Singh II, alla morte di questi nel 1895. Regnò sotto la reggenza di suo zio sino a quando non raggiunse la maggiore età per i pieni poteri, il 18 febbraio 1898. Poco prima di ottenere ufficialmente il trono  e i pieni poteri, gli era stato concesso di avere accesso ai fondi di stato che aveva iniziato a usare e sprecare a proprio piacimento, causando il blocco parziale delle iniziative di governo. Gli ufficiali dell'India britannica dovettero intervenire nel 1903 e lo privarono dei poteri perché non interferisse nelle attività dei suoi ministri, obbligandolo a vivere al di fuori dello stato, a Panchmarhi. L'8 novembre 1905 gli vennero restituiti parte dei poteri, e gli venne concesso di fare ritorno a Jodhpur. Fu restaurato pienamente al governo solo nel 1908, quando ottenne dapprima la croce di cavaliere commendatore e nel 1910 quella di gran commendatore dell'Ordine della Stella d'India. Fu un appassionato giocatore di polo.
Morì il 21 marzo 1911 e gli succedette suo figlio Sumer Singh.

## Onorificenze

### Posizioni militari onorarie
| Forza militare | Unità        | Posizione  | Anno |
| -------------- | ------------ | ---------- | ---- |
| British Army   | British Army | Colonnello |      |